# Theodor Busse
Pour les articles homonymes, voir Busse.
Ernst Hermann August Theodor Busse (né le 15 décembre 1897 à Francfort-sur-l'Oder et mort le 21 octobre 1986 à Wallerstein) est un General der Infanterie allemand qui a servi au sein de la Heer dans la Wehrmacht pendant la Seconde Guerre mondiale.
Il a été récipiendaire de la croix de chevalier de la croix de fer. Cette décoration est attribuée pour récompenser un acte d'une extrême bravoure sur le champ de bataille ou un commandement militaire avec succès.

## Carrière militaire
Le père de Busse, August Ernst Karl Busse, est vice-sergent dans le 8e régiment de grenadiers. Busse intègre l'armée impériale allemande en tant que cadet officier en 1915 dans le 12e régiment de grenadiers, il est nommé à un poste de commandement en 1917.  Il combat pendant la Première Guerre mondiale et après l'armistice, il est accepté dans la nouvelle Reichswehr dans laquelle il gravit les échelons rapidement.
Busse est officier d'état-major en avril 1939, il met au point un programme d'entraînement qui reçoit l'approbation de l'état-major en août.  Le programme d'entraînement couvre la période allant du 1er octobre 1939 au 30 septembre 1940.  Entre 1940 et 1942, il est chef des opérations sous le général Erich von Manstein dans la 11e armée sur le front de l'Est.  Il est membre du personnel de Manstein de 1942 jusqu'en 1943 en tant que chef des opérations du groupe d'armées Don, et de 1943 jusqu'en 1944 en tant que chef d'état-major du groupe d'armées Sud, les deux groupes d'armées opèrent sur le front de l'Est.  On lui décerne la croix de fer le 30 janvier 1944.  Il est brièvement versé dans la réserve et il est ensuite nommé officier commandant général de la 121e division d'infanterie allemande.  Il commande le 1er corps en juillet 1944.
Pendant les cinq derniers mois de la guerre et la bataille de Berlin, Busse commande la 9e armée qui est intégrée au groupe d'armées Vistule. Lors d'une réunion de l'état-major autour d'Hitler, il a été violemment mis en cause par Hitler lui-même pour l'échec de l'offensive devant libérer Küstrin, ville fortifiée située à l'est de Berlin. La défense de Busse a été assurée par le général Guderian, ce qui a provoqué le limogeage de ce dernier. En effet, Guderian est entré dans une colère noire devant le Führer, disant que Busse avait combattu comme on l'attendait d'un général, avec ténacité et force, malgré une supériorité écrasante de l'adversaire.
Busse dirige sa 9e armée lors de la bataille de Seelow et de la bataille de la ligne Oder-Neisse. Lors de ces combats, il déclare à son supérieur, le général Heinrici : "Si nous pouvions tenir jusqu'à l'arrivée des Américains, nous aurions rempli notre mission envers notre peuple, notre pays et l'Histoire."

## Période d'après-guerre
Busse est prisonnier de guerre en 1945 et 1946. Au procès de Nuremberg, on a demandé à plusieurs témoins pourquoi ils avaient pris le commandement de l'armée alors que la situation était déjà désespérée. Busse a répondu qu'il avait été touché à la vue de groupes misérables de ses concitoyens fuyant vers l'ouest et qu'il désirait les protéger de l'ennemi qui venait de l'est. Il dit avoir suivi l'exemple de plusieurs autres soldats qui ont préféré la mort à la capitulation.
Après la guerre, Busse a été directeur de la défense civile de l'Allemagne de l'Ouest et il a écrit et édité plusieurs ouvrages sur l'histoire militaire de la Seconde Guerre mondiale.

## Décorations
- Croix de fer (1914)
  - 2e classe (3 novembre 1916)
  - 1re classe (22 août 1917)
- Insigne des blessés (1914)
  - en Noir
- Croix de chevalier de l'ordre royal de Hohenzollern avec glaives (29 juillet 1918)
- Croix d'honneur (5 décembre 1934)
- Médaille de service de longue durée de la Wehrmacht 4e à 2e Classe (2 octobre 1936)
- Agrafe de la croix de fer (1939)
  - 2e classe (27 mai 1940)
  - 1re classe (30 mai 1940)
- Médaille du Front de l'Est (10 août 1942)
- Ordre de Michel le Brave
  - 3e classe (8 mai 1942)
- Plaque de bras Crimée (10 septembre 1942)
- Croix allemande en or (24 mai 1942)
- Croix de chevalier de la croix de fer
  - Croix de chevalier le 30 janvier 1944 en tant que Generalleutnant et chef d'état-major de l'Heeresgruppe Süd
- Bande de bras Kurland
- Croix de commandeur de l'ordre du Mérite de la République fédérale d'Allemagne (25 janvier 1966)